# Václav Piloušek
Václav Piloušek (24. prosince 1910 – 29. června 1985) byl český trenér ledního hokeje.

## Život
Od roku 1939 byl trenérem hokejistů AC Stadion České Budějovice. Dokázal dát dohromady kolektiv, který se v roce 1951 poprvé stal hokejovým mistrem Československa, i když v této sezoně, díky nelehké politické situaci, byl vystřídán trenérem Kališem. Klub potom vedl ještě do roku 1955.
Byl předsedou AC Stadion, předsedou hokejové župy, předsedou hokejového odboru, pracoval v ústřední trenérské radě. S později tragicky zahynulým trenérem Eduardem Fardou vedl v roce 1953 přípravu národního mužstva. Byl členem ústřední komise mládeže Československého svazu ledního hokeje.
Byl hlavním iniciátorem výstavby budějovického zimního stadionu, který jako třetí v republice byl v roce 1946 brigádnicky vybudován (s výjimkou technologie) za pouhých šest měsíců. Pro stavbu soustředil část finančních prostředků a řadu obětavých spolupracovníků.
Získal řadu trofejí, diplomů a uznání, včetně vavřínového věnce za výstavbu zimního stadionu.
Ve spolupráci s Petrem Turkem připravoval vydání knihy o jihočeském hokeji s tím, že jeho dílo obsáhne úsek od začátků hokeje v Jižních Čechách do roku 1955, a Petr Turek dopíše kroniku do současnosti. I když svou část knihy odevzdal již v roce 1979, jejího vydání se už nedočkal (knihu vydalo až v roce 1990 Jihočeské nakladatelství).